# Andreaea mildbraedii
Andreaea mildbraedii är en bladmossart som beskrevs av Brotherus 1910. Andreaea mildbraedii ingår i släktet sotmossor, och familjen Andreaeaceae. Inga underarter finns listade i Catalogue of Life.